# Музиль, Александр Александрович
Алекса́ндр Алекса́ндрович Му́зиль (7 (20) июня 1908, Санкт-Петербург — 13 октября 1994, там же) — советский театральный режиссёр и педагог. Заслуженный деятель искусств РСФСР (1956).

## Биография
Из театральной династии Бороздиных — Музилей — Рыжовых.
В Театре драмы им. А. С. Пушкина в Ленинграде Александр Музиль прослужил более полвека — с 1930 по 1987 год и за время работы в театре поставил более тридцати спектаклей по пьесам русских и советских классиков: «Женитьба» Н. В. Гоголя, «Доходное место» А. Островского, «Сказки старого Арбата» А. Арбузова, «Победители ночи» И. Штока, «Перед заходом солнца» Г. Гауптмана, «Дело, которому ты служишь» Ю. Германа, «Ночью без звёзд» А. Штейна, «Час пик» Ежи Ставиньского, «Справедливость — моё ремесло» Л. Жуховицкого. Последней его постановкой была пьеса по роману А. Хейли — «Аэропорт».
Из воспоминаний актрисы Нины Ургант:

Я испытывала глубочайшее уважение к Музилю и была счастлива, когда он пригласил меня на роль Инкен в спектакль «Перед заходом солнца», где я встретилась с такими замечательными актёрами, как Лидия Петровна Штыкан и Николай Константинович Симонов. Естественно, в ту пору я очень волновалась — от страха, зажатости, потому что никогда не общалась с такими гениальными артистами. Благодарна Музилю прежде всего как человеку — ведь именно он пригласил меня в Пушкинский театр.

### Педагогическая деятельность
С 1950 года Музиль был профессором кафедры режиссуры в Ленинградском театральном институте (с 1962 — ЛГИТМиК), в 1974—1980 годах — деканом драматического факультета. Через своих театральных педагогов: Н. В. Петрова, С. Э. Радлова и В. Н. Соловьёва — считался наследником и проводником театральных традиций В. Э. Мейерхольда в театральном искусстве.
Среди его воспитанников были такие выдающиеся деятели культуры как Юрий Копылов, Аркадий Кац, Алексей Герман-старший, Леонид Менакер, Игорь Масленников, Геннадий Опорков, Исаак Штокбант, Давид Либуркин, Лариса Малеванная, Анатолий Праудин, Григорий Дитятковский, Виктор Сударушкин, Александр Дзекун, Дмитрий Астрахан и другие.

## Семья
- Мать — Надежда Николаевна Музиль-Бороздина.
- Отец — А. И. Фингерт (А. А. Музиль не знал своего отца, инженера-электрика А. И. Фингерта, так как мать, Надежда Николаевна Музиль-Бороздина, была ярой противницей семейных уз)[2]